# Senebtisi
Senebtisi war eine hochstehende altägyptische Frau, die zur Zeit des Mittleren Reichs lebte. Sie ist vor allem aufgrund ihrer weitgehend intakten Grabanlage in El-Lischt bekannt.

## Die Person
Zu ihrer Person ist wenig bekannt und sie konnte außerhalb ihres Grabes bisher nicht identifiziert werden. Senebtisi führte den Doppelnamen Senebtisi Sathapy und den Titel Herrin des Hauses.

## Das Grab
Ihr Grab, bei dem es sich um einen Schacht mit einer Kammer handelte, wurde 1907 bei der Pyramide von Amenemhet I. in El-Lischt durch Arthur C. Mace und Herbert E. Winlock von der Ägypten-Expedition des Metropolitan Museums of Art unter Leitung von Albert M. Lythgoe entdeckt und 1916 publiziert. Senebtisi ist in einem Set von drei ineinander liegenden Särgen beigesetzt worden, und das Grab war nur teilweise beraubt.

### Die Särge
Der äußere Sarg bestand aus Sykomorenholz und war schon bei der Auffindung schlecht erhalten und die Ausgräber konnten nur noch einen Teil der Inschriften kopieren. Dieser Sarg entsprach einem geläufigen Typ der späten 12. Dynastie mit einer umlaufenden horizontalen Textzeile am oberen Rand und vier Kolumnen auf den Lang- und zwei Kolumnen auf den Kurzseiten. Der Deckel war gewölbt und hatte ein Textband in der Mitte. Der mittlere Sarg war nur auf dem Deckel mit einem Textband in Goldfolie verziert. Er bestand aus Zedernholz und konnte sogar geborgen werden. Der innere Sarg war menschenförmig (anthropoid) gestaltet und war sehr schlecht erhalten. Er konnte nur als Sarg identifiziert werden, da sich Verschlussstücke fanden, die die Wanne und den Deckel zusammenhielten. Von diesem Sarg konnte nur noch die Dekoration des Brustbereiches geborgen werden. Einst war es mit dünnem Goldblech überzogen gewesen.

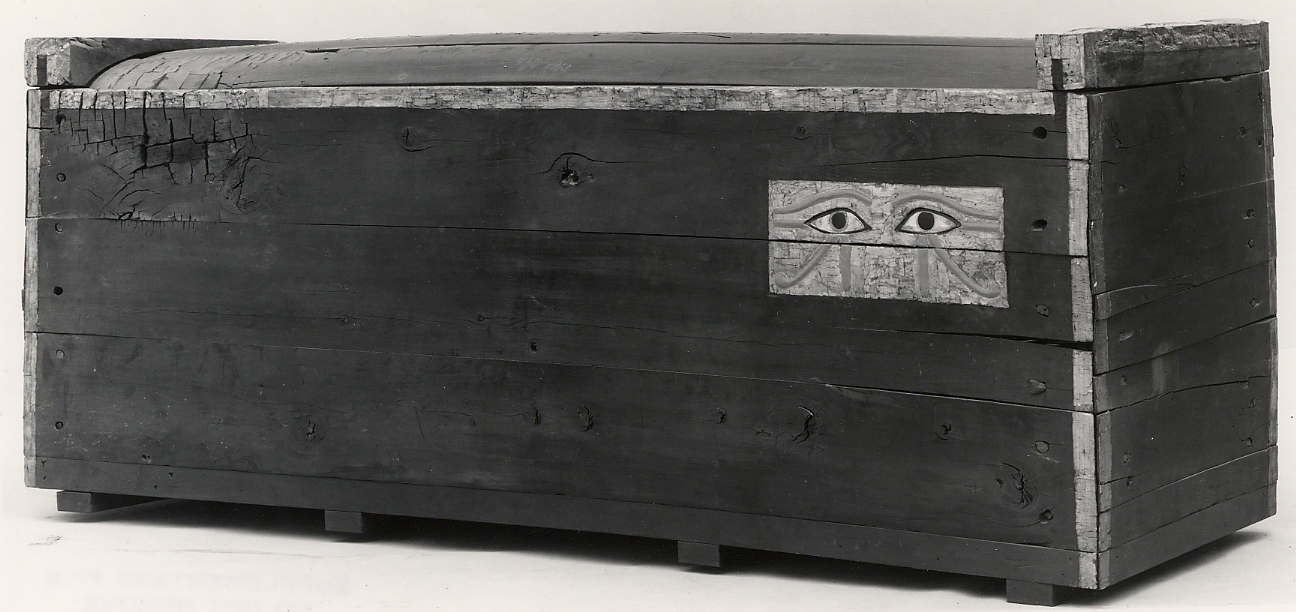
Mittlerer Sarg
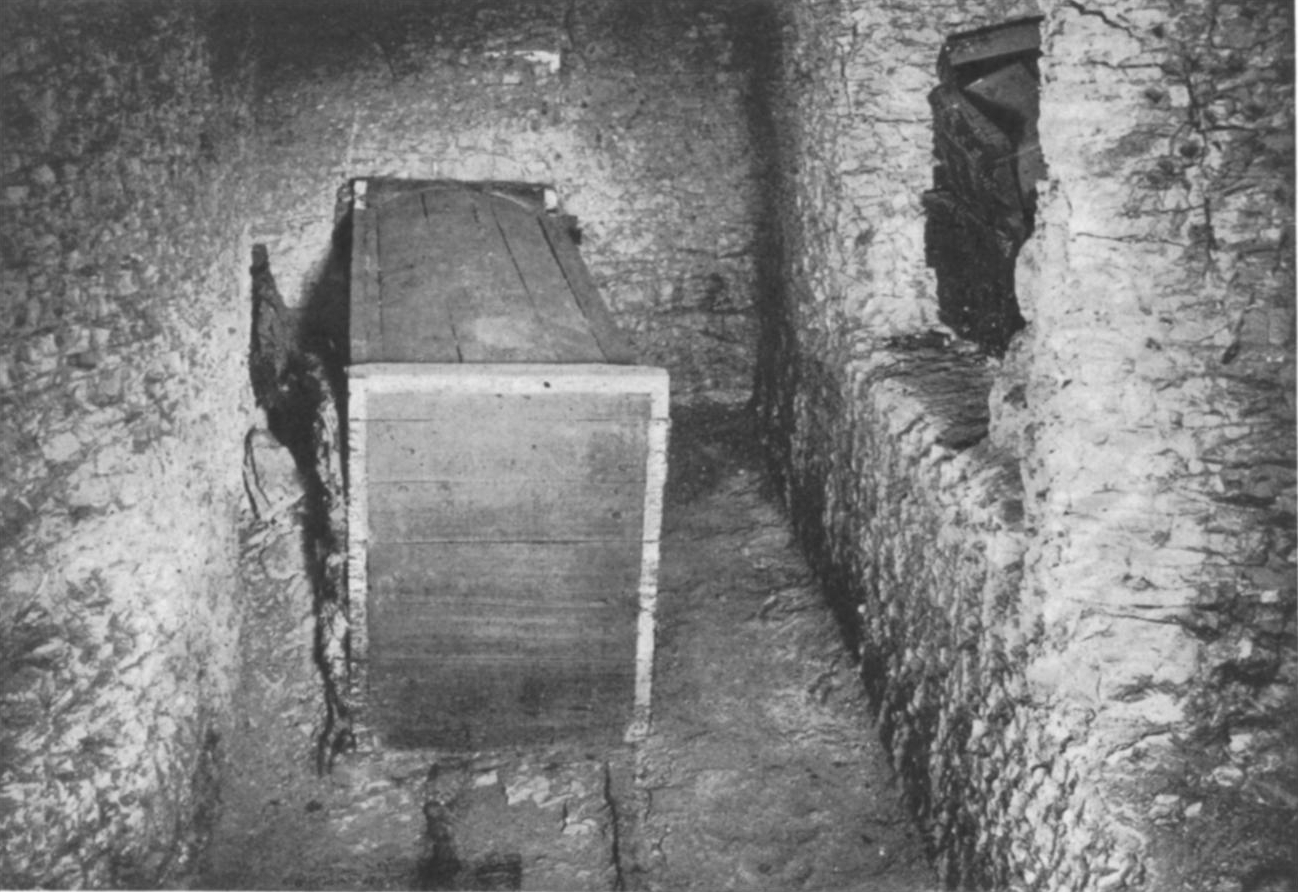
Mittlerer Sarg bei der Auffindung

### Der Schmuck
Die Mumie der Senebtisi war reich mit Schmuck ausgestattet. Es fanden sich zwei Halskragen, in ihrer Perücke (auf der Mumie) fanden sich Goldrosetten und sie trug einen Gürtel von einem Typ, der von Darstellungen als königlich bekannt ist und wohl Senebtisi als Osiris, König der Unterwelt, identifizierte.

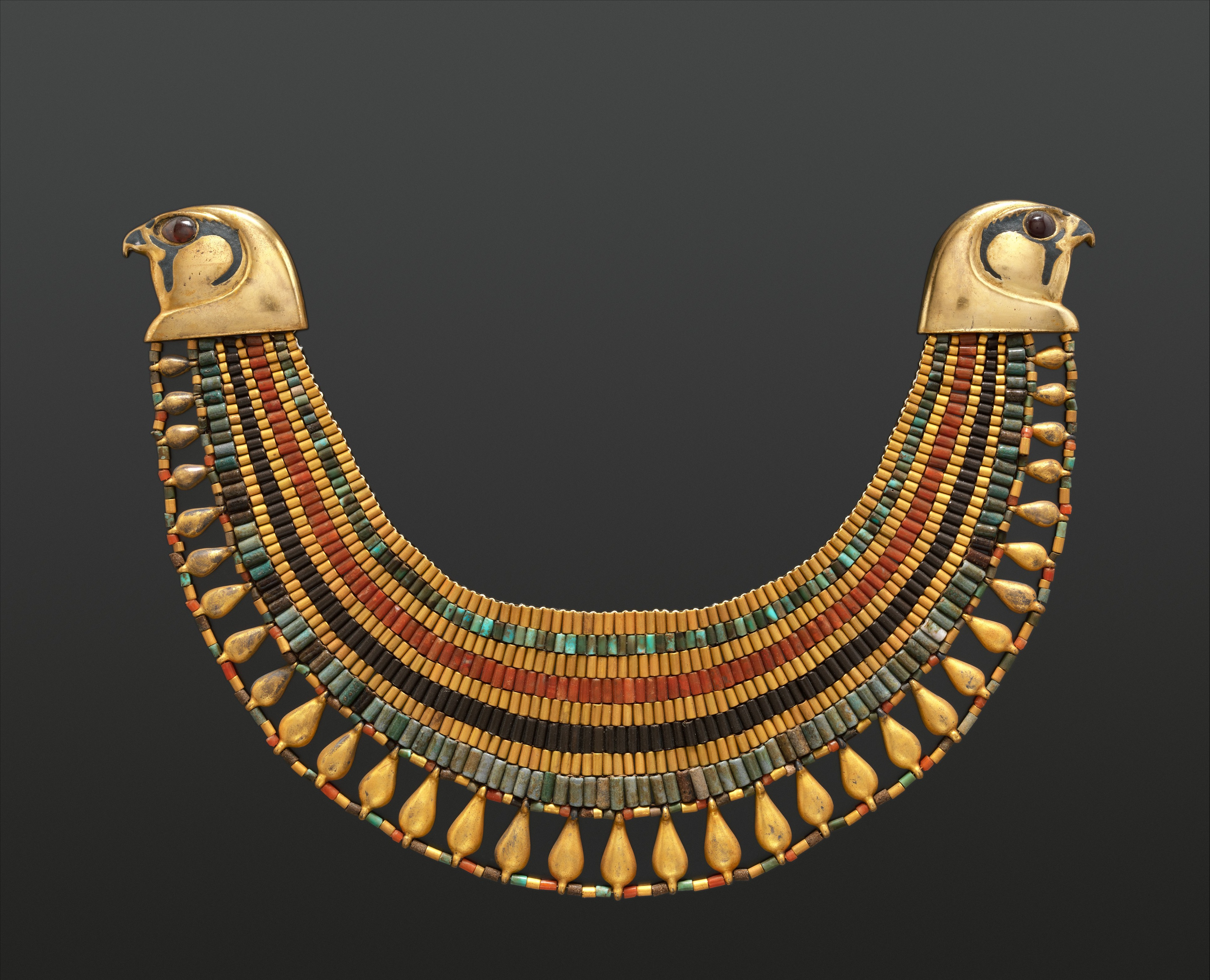
Halskragen
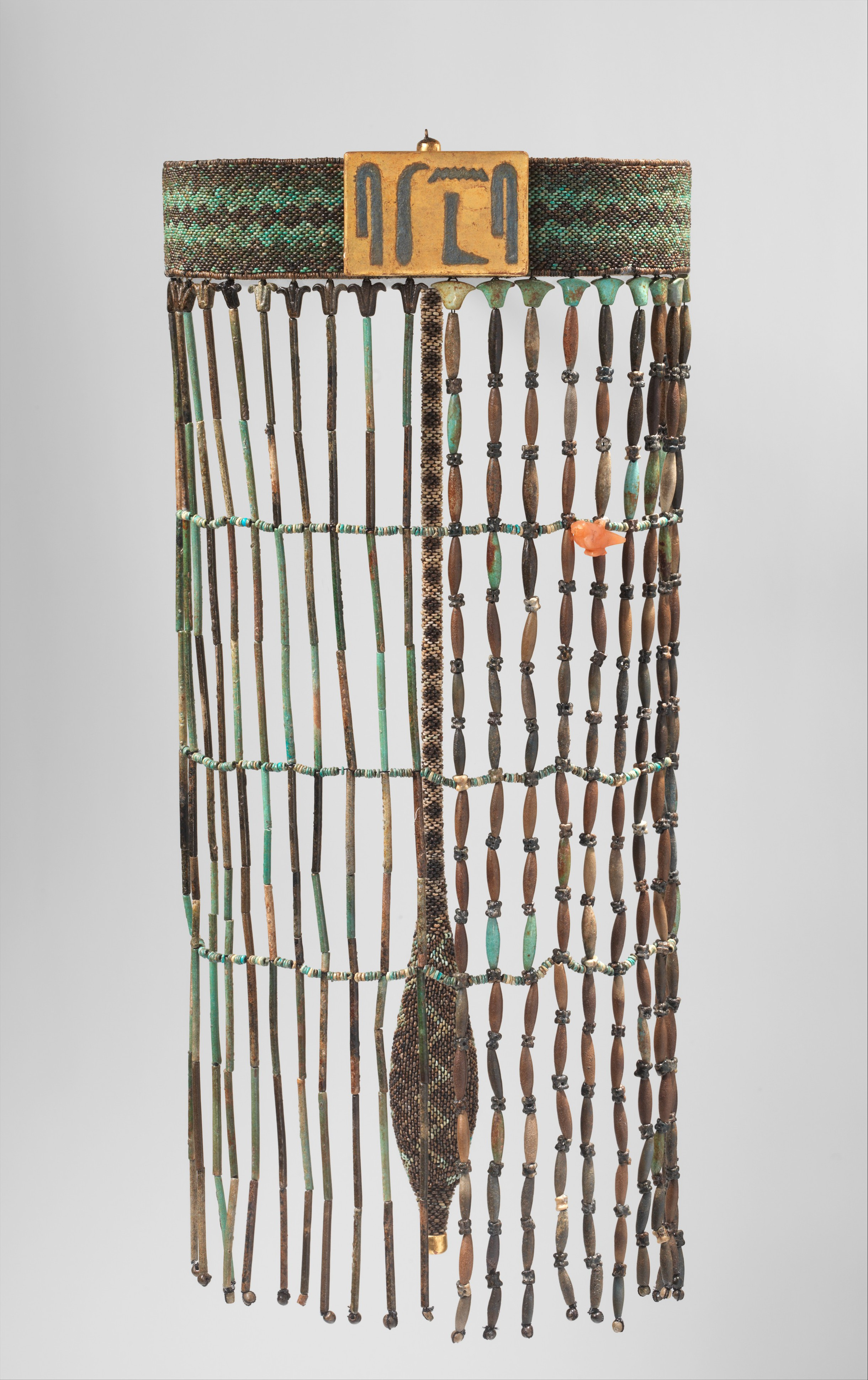
Perlen- gehänge
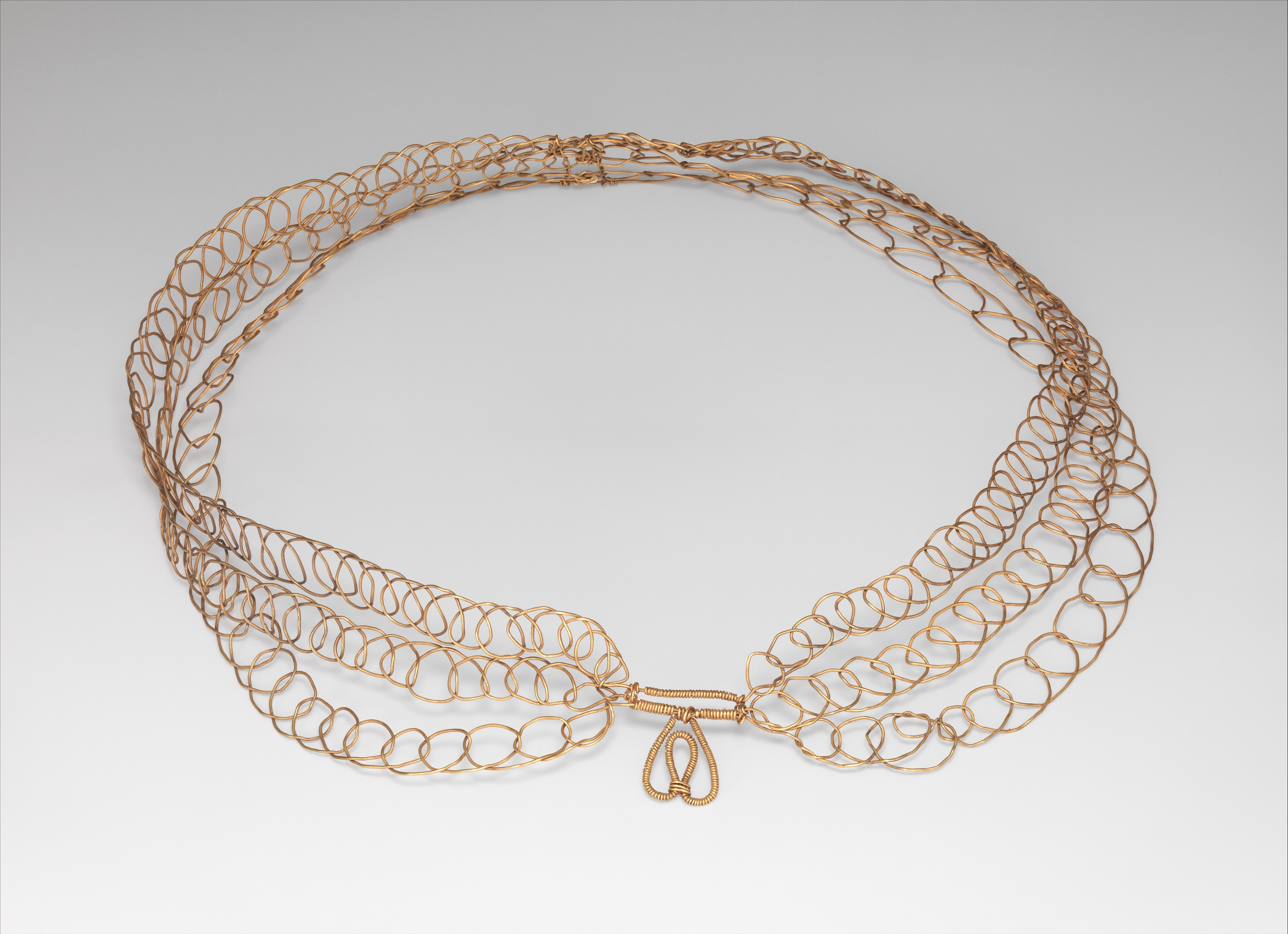
Diadem
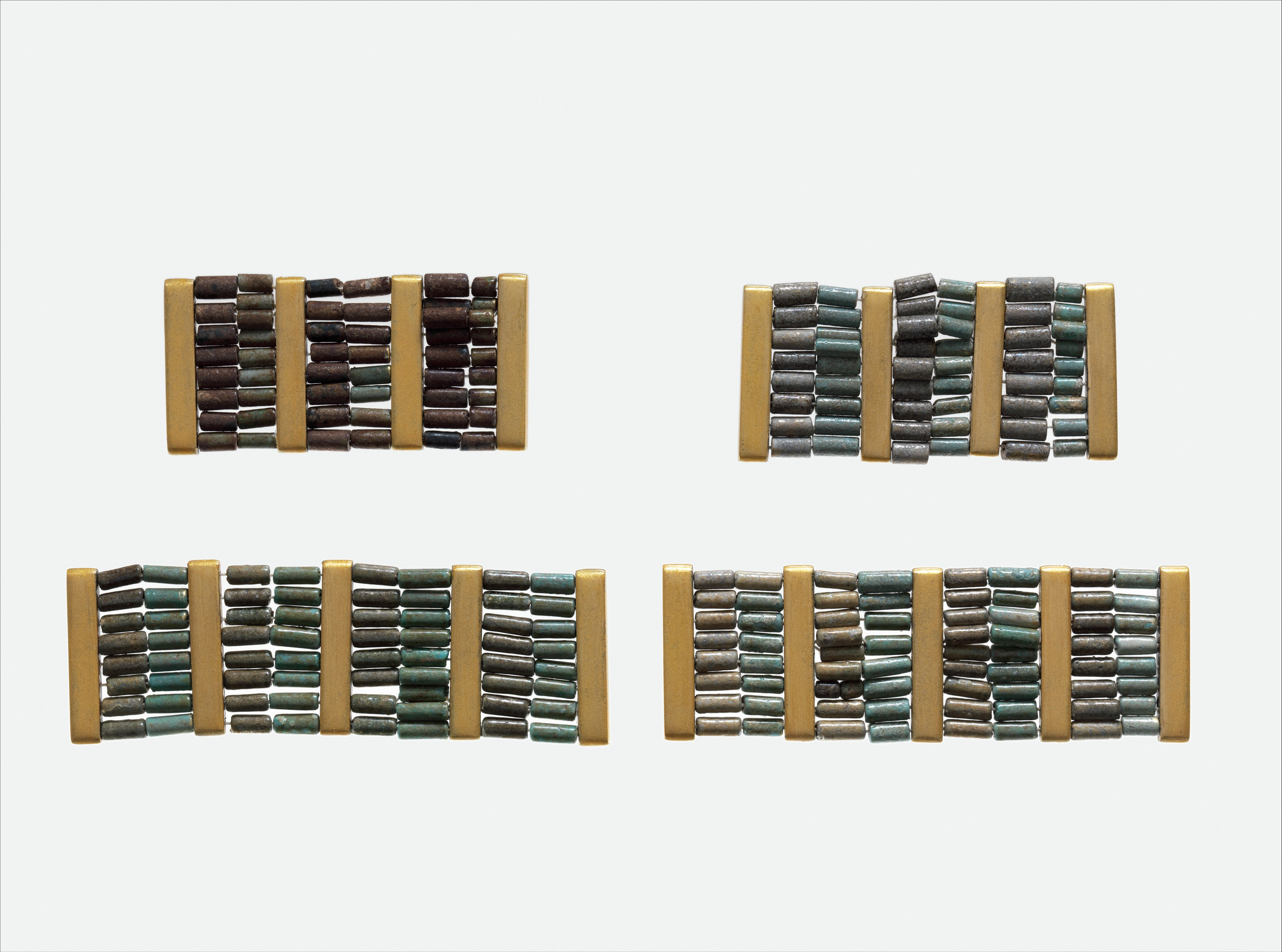
Arm- und Beinschmuck

### Weitere Grabbeigaben
Es fand sich zahlreiche Modellkeramik, ein Kanopenkasten mit den entsprechenden Krügen und Deckeln mit Menschenkopf, eine längliche Truhe mit Szeptern und Waffen und eine Truhe für eine Perücke.

## Datierung
In der äußerst detailreichen und vorbildlichen Grabungspublikation wurde die Bestattung als typische Hofbestattung der frühen 12. Dynastie beschrieben. Senebtisi wurde unter Amenemhet I. datiert. Man sah in ihr ein Mitglied der Familie des Wesirs Sesostris, dessen Grab in der Nähe vermutet wurde. Neuere Forschungen haben aber gezeigt, dass ihre Bestattung wohl an das Ende der 12. Dynastie einzuordnen ist, obwohl eine Feindatierung innerhalb des späten Mittleren Reiches noch aussteht und auch ein Ansatz in die 13. Dynastie vorgeschlagen wurde.